# Praça do Senado (São Petersburgo)

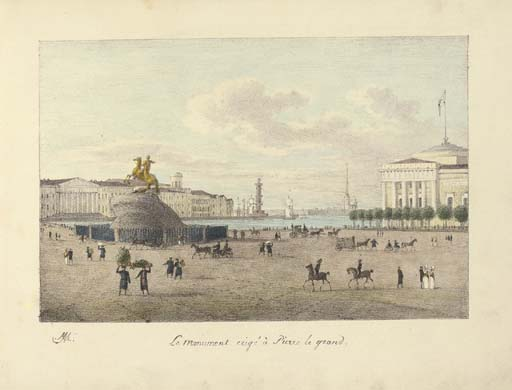
Pintura de Andrey Yefimovich Martynov no século XIX.

A Praça do Senado (em russo: Сенатская площадь), antigamente conhecida como Praça dos Dezembristas (Площадь Декабристов) entre 1925-2008, e Praça de Pedro (Петровская площадь), antes de 1925, é uma praça da cidade de São Petersburgo, na Rússia. Está localizada na margem esquerda do Grande Neva, em frente à Catedral de Santo Isaac. Em 1925 foi rebatizada a Praça Dezembrista para comemorar a Revolta Dezembrista, que ocorreu lá em 1825.
A praça é delimitada pelo edifício do Almirantado de São Petersburgo. No oeste é o edifício do Senado e do Sínodo (agora sede da Corte Constitucional da Federação Russa). O monumento do Cavaleiro de Bronze decora a praça. Em 29 de julho de 2008, a praça foi renomeada de novamente de Praça do Senado.